# گنبد بابازید (بویزه)
گنبد بابازید (بویزه) مربوط به دوره سلجوقیان است و در شهرستان پل‌دختر، بخش مرکزی، روستای بابازید واقع شده و این اثر در تاریخ ۱۰ مهر ۱۳۸۰ با شمارهٔ ثبت ۴۰۷۵ به‌عنوان یکی از آثار ملی ایران به ثبت رسیده است.